# Lions Rump
Lions Rump (englisch für Löwenkruppe; spanisch Cabo Anca de León) ist eine vorgebirgsartige Landspitze, welche die Westseite der Einfahrt zur King George Bay an der Südküste von King George Island in der Gruppe der Südlichen Shetlandinseln markiert.
Kartiert und deskriptiv benannt wurde das Kap 1937 von Wissenschaftlern der britischen Discovery Investigations.